# Resolutie 2261 Veiligheidsraad Verenigde Naties
Resolutie 2261 van de Veiligheidsraad van de Verenigde Naties werd op 25 januari 2016 unaniem aangenomen door de VN-Veiligheidsraad. De resolutie stuurde waarnemers naar Colombia, die aldaar moesten toezien op de in de maak zijnde wapenstilstand tussen de regering en de FARC.

## Achtergrond
In Colombia was al sinds midden jaren 1960 een gewapend conflict aan de gang tussen het regeringsleger, paramilitaire groeperingen, linkse rebellengroepen en drugsbendes. De Revolutionaire Strijdkrachten van Colombia of "FARC" zijn een van de grootste. Ontstaan uit onvrede over de ongelijkheid tussen grootgrondbezitters en boeren nam de marxistisch-lenistisch geïnspireerde groepering de wapens op tegen de conservatieve regering. Na verloop van tijd werd de groep meer een terreurorganisatie, die werd gefinancierd door drugshandel en losgeld van ontvoeringen. Met Amerikaanse steun bracht de regering de FARC zware klappen toe, en na 2000 daalde het aantal strijders fors.
In 2012 begonnen vredesgesprekken tussen de overheid en de FARC om een einde te maken aan het conflict. Venezuela, Cuba en Noorwegen waren daarbij betrokken als bemiddelaars.

## Inhoud
Op 26 augustus 2012 was in Havana het Algemeen akkoord om het conflict te beëindigen en aan stabiele en duurzame vrede te bouwen ondertekend tussen de Colombiaanse regering en de rebellenbeweging FARC. De twee partijen voorzagen dat het uiteindelijke vredesakkoord een waarnemingsmechanisme zou omvatten om toe te zien op het staakt-het-vuren en het neerleggen van de wapens. De Colombiaanse regering had gevraagd dat de VN het internationale component van dit mechanisme zou leveren, in de vorm van een politieke missie bestaande uit ongewapende waarnemers uit lidstaten van de Gemeenschap van Latijns-Amerikaanse en Caraïbische Staten. Deze missie zou eveneens de leiding over het mechanisme nemen en geschillen oplossen
De Veiligheidsraad besloot de gevraagde missie op te richten voor een periode van twaalf maanden, met aan het hoofd een speciale vertegenwoordiger van de secretaris-generaal. Deze periode zou aanvangen nadat de Colombiaanse regering en de FARC hun definitieve vredesakkoord hadden ondertekend. Secretaris-generaal Ban Ki-moon werd gevraagd de omvang en het mandaat van de missie al voor te bereiden.
Lijst ·  2260 ·  2261 ·  2262 ·  2263 ·  2264 ·  2265 ·  2266 ·  2267 ·  2268 ·  2269 ·  2270 ·  2271 ·  2272 ·  2273 ·  2274 ·  2275 ·  2276 ·  2277 ·  2278 ·  2279 ·  2280 ·  2281 ·  2282 ·  2283 ·  2284 ·  2285 ·  2286 ·  2287 ·  2288 ·  2289 ·  2290 ·  2291 ·  2292 ·  2293 ·  2294 ·  2295 ·  2296 ·  2297 ·  2298 ·  2299 ·  2300 ·  2301 ·  2302 ·  2303 ·  2304 ·  2305 ·  2306 ·  2307 ·  2308 ·  2309 ·  2310 ·  2311 ·  2312 ·  2313 ·  2314 ·  2315 ·  2316 ·  2317 ·  2318 ·  2319 ·  2320 ·  2321 ·  2322 ·  2323 ·  2324 ·  2325 ·  2326 ·  2327 ·  2328 ·  2329 ·  2330 ·  2331 ·  2332 ·  2333 ·  2334 ·  2335 ·  2336